# Digitaria balansae
Digitaria balansae är en gräsart som beskrevs av Johannes Jan Theodoor Henrard. Digitaria balansae ingår i släktet fingerhirser, och familjen gräs. Inga underarter finns listade i Catalogue of Life.